# Laurent Koscielny
Laurent Koscielny, född 10 september 1985 i Tulle, är en fransk före detta fotbollsspelare som spelade mittback.

## Karriär
Koscielny, vars far var polack, debuterade i moderklubben Guingamps A-lag säsongen 2004-2005 och spelade 41 ligamatcher för klubben innan han värvades av Tours inför säsongen 2007-2008. Sommaren 2009 betalade Lorient 1,7 miljoner euro för Koscielny. Han spelade dock bara en säsong i Lorient och gjorde då 3 mål på 35 ligamatcher.

### Arsenal
I juli 2010 värvades Koscielny av den engelska Premier League-klubben Arsenal i en övergång som i media uppgavs vara värd 12 miljoner euro. Han spelade sin första ligamatch för Arsenal den 15 augusti 2010 i en match mot Liverpool som slutade 1-1. Koscielny blev utvisad efter att ha fått två gula kort under matchens sista minuter.
Koscielny har under tiden i Arsenal varit ordinarie mittback, men drabbades dock av skadeproblem och blev ersatt av tysken Per Mertesacker men tog senare tillbaka platsen av Thomas Vermaelen.

### Bordeaux
Efter nio år i Arsenal värvades Koscielny den 6 augusti 2019 av franska Bordeaux.
Den 26 mars 2022 meddelade han att han avslutar sin karriär.

## Landslagskarriär
Koscielny gjorde försvarssuccé i det Franska Landslaget under EM 2016, men vid VM 2018 blev han petad och istället för honom blev det Raphaël Varane som fick ta platsen. Petningen gjorde att Koscielny slutade i landslaget.

## Meriter

### Klubblag
Arsenal
- FA-cupen: 2013/14, 2014/15, 2016/17
- FA Community Shield: 2014, 2015, 2018